# Jessica Michalik
Jessica Anna Michalik (Manly, Australia; 7 de enero de 1985-Concord, Australia; 31 de enero de 2001) fue una joven australiana, hija de inmigrantes polacos, que murió a causa de asfixia cinco días después de haber sido aplastada en el mosh durante la presentación de la banda Limp Bizkit en el festival Big Day Out en 2001.

## Incidente

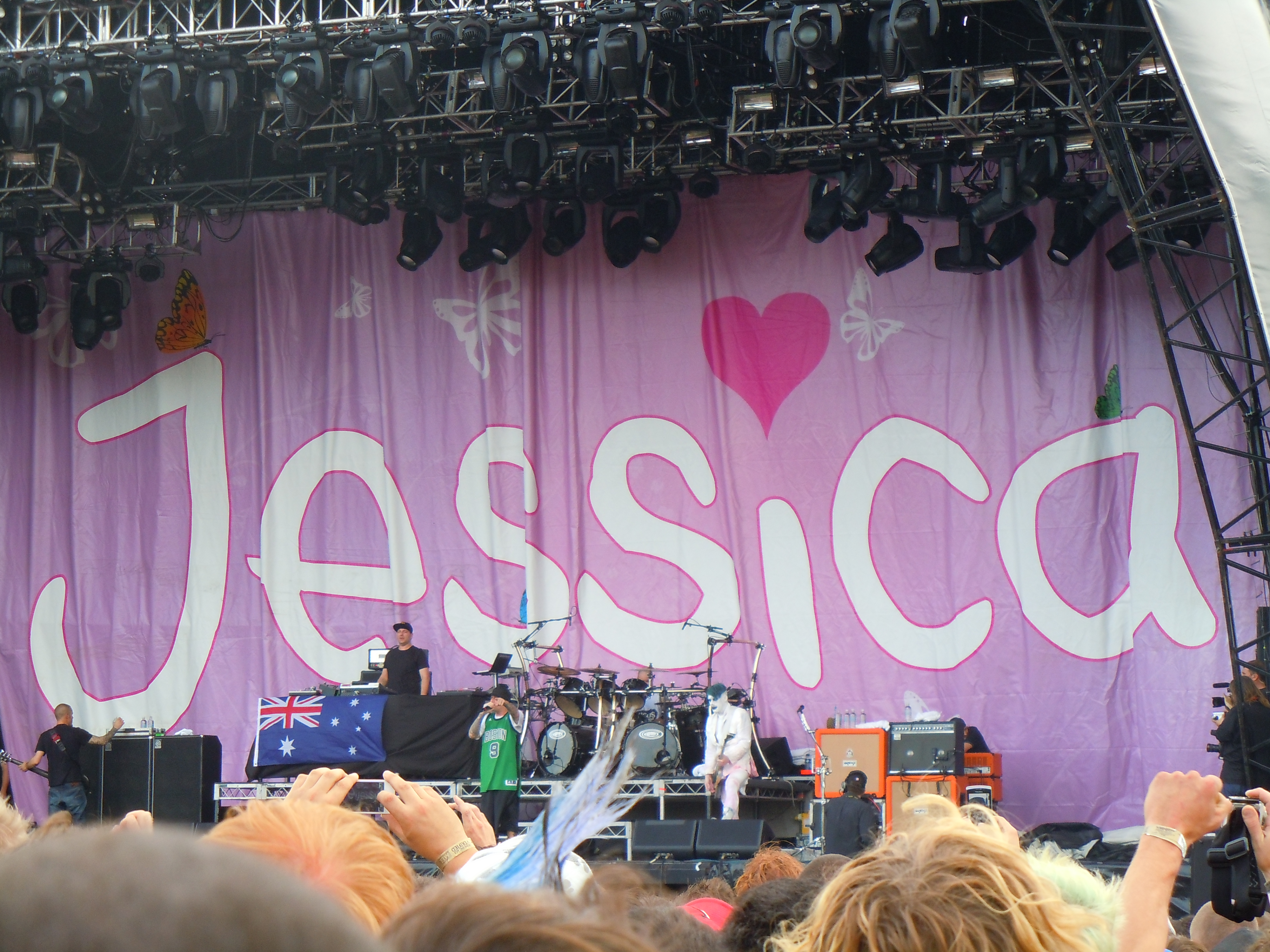
Tributo de Limp Bizkit a Jessica Michalik en el festival Soundwave 2012.

Los hallazgos del tribunal de justicia de Nueva Gales del Sur sobre su muerte criticaron las medidas de control de multitudes que se usaban en ese momento, y también criticaron al vocalista de Limp Bizkit, Fred Durst, por sus comentarios «alarmantes e incendiarios» durante el esfuerzo de rescate. La familia de Jessica y su mejor amiga, Liza Ryan, han sostenido que fue una serie de factores los que contribuyeron a su muerte y que nadie tuvo la culpa.
La banda At the Drive-In se había opuesto al vigoroso mosh durante su actuación ese mismo día. Su vocalista, Cedric Bixler-Zavala, al final de la canción «Cosmonaut», se dirigió a la multitud diciendo: «Creo que es un día muy triste cuando la única forma de expresarse es a través del slamdancing», luego de señalar a un miembro de la audiencia que practicaba crowd surfing, diciendo «Mira eso... ¡No aprendiste eso de tu mejor amigo! ¡Lo aprendiste de la TV!» y finalmente le dice a la multitud «Eres un robot, eres una oveja» antes de dejar el escenario a los 10 minutos de su set.
La banda Grinspoon, la cual Michalik era admiradora, tocó en su funeral, y se ha observado un tributo al «minuto de ruido» en los siguientes festivales de Big Day Out. Limp Bizkit también le rindió homenaje a Jessica durante su presentación en el festival Soundwave en 2012, incluso tocaron bajo una pancarta con su nombre.